# Pierre-Henri Gouyon
 (novembre 2022).
Pour les articles homonymes, voir Gouyon.
Pierre-Henri Gouyon, né le 25 décembre 1953, est un biologiste français spécialisé en sciences de l'évolution et plus particulièrement en génétique, en botanique, et en écologie. Au-delà de ses travaux scientifiques, il s'est intéressé aux questions d'éthique et de relations entre science et société.

## Formation académique
Né le 25 décembre 1953, Pierre-Henri Gouyon obtient successivement les diplômes suivants :
- 1975 : diplôme d'ingénieur agronome de l'Institut national agronomique Paris-Grignon (INA P-G)
- 1976 : doctorat de 3e cycle en écologie (université de Montpellier)
- 1978 : thèse de docteur-ingénieur en génétique à l'INA P-G
- 1982 : thèse de doctorat d'État ès sciences à l'université de Montpellier
- 1984 : DEA (ancienne dénomination du master) en philosophie à l'Université de Montpellier[1]

## Fonctions occupées
Après le diplôme en biologie avec spécialisation en botanique et biologie évolutive, en 1976, il est recruté comme enseignant à l'INA P-G. En 1988, il est nommé professeur à l'université Paris-Sud.
Il a assuré différentes fonctions au sein du conseil de département des sciences de la vie du CNRS (il a notamment été directeur scientifique adjoint en 2000-2001), du Comité national de la recherche scientifique, de divers comités de l'Agence nationale de la recherche, du Conseil national des universités  du Comité de biovigilance du ministère de l'Agriculture, et du Comité opérationnel d'éthique dans les sciences de la vie du CNRS. Il a été « Managing editor » du Journal of Evolutionnary Biology, journal de la Société européenne de biologie évolutive. Il a été directeur du laboratoire UPS-CNRS d'« Écologie, Systématique et Évolution », ainsi que professeur à l'université Paris-Sud jusqu'en 2005 et à l'École polytechnique, où il a dirigé la majeure Éco-sciences (de 1996 à 2005) et a été vice-président du département de Biologie.
Actuellement, il est (depuis 2006), professeur au Muséum national d'histoire naturelle de Paris et (depuis 2009) à l'Institut d'études politiques de Paris. Il conserve de plus ses fonctions de professeur à AgroParisTech.
Il est membre du comité d'éthique de l'INSERM (Ermes); après avoir été membre du Comité de veille écologique de la Fondation Nicolas-Hulot, il est devenu membre du Conseil Scientifique de la Fondation pour la Nature et l'Homme. Il est également membre des comités scientifiques des Rencontres Sciences et Citoyens, des Conférences Jacques Monod et de diverses autres instances.
Il a été membre du Conseil Scientifique de l'association anti-ogm CRIIGEN fondée par Corinne Lepage et les professeurs Gilles-Eric Séralini et Jean-Marie Pelt,.

## Domaines d'étude
Évolution biologique, botanique, génétique, écologie, éthique, relations sciences-société.

## Lien avec le secteur industriel
Pierre-Henri Gouyon est membre du "Conseil des Éclaireurs" de la Fondation pour la Nature de l'industriel Yves Rocher.

## Publications

### Ouvrages
- Pierre-Henri Gouyon, Jean-Pierre Henry et Jacques Arnould, Les avatars du gène : théorie néodarwinienne de l’évolution, Belin, coll. « Regard sur la science », 1997, Paris.
- Jean-Pierre Henry et Pierre-Henri Gouyon, Précis de génétique des populations, Masson, 1998, Paris.
- Pierre-Henri Gouyon, Les harmonies de la Nature à l'épreuve de la biologie, INRA, 2001, Paris.
- Pierre-Henri Gouyon, Génétique et Évolution, DVD, Gallimard, coll. « CIRCO », 2007, Paris.
- Sous la direction de Pierre-Henri Gouyon & Alexandrine Civard-Racinais, Aux Origines de la Sexualité, Fayard, 2009, Paris.
- Sous la direction de Pierre-Henri Gouyon, Hélène Leriche & Alexandrine Civard-Racinais, Aux Origines de l'Environnement, Fayard, 2010, Paris.
- Miguel Benasayag et Pierre-Henri Gouyon, Fabriquer le vivant ?, Éditions La Découverte, 2012, Paris.
- Pierre-Henri Gouyon, Cédric Gaucherel et Jean-Louis Dessalles, Le Fil de la Vie. La face immatérielle du vivant, 2016, Paris, Odile Jacob.

### Articles
Voir la page : publications de Pierre-Henri Gouyon

### Vidéographie
- « Effondrement de la biodiversité : pourquoi on a tout faux ! Pierre-Henri Gouyon professeur au MNHN », 16 septembre 2022 (consulté le 10 octobre 2022)